# تزاوج فوقي

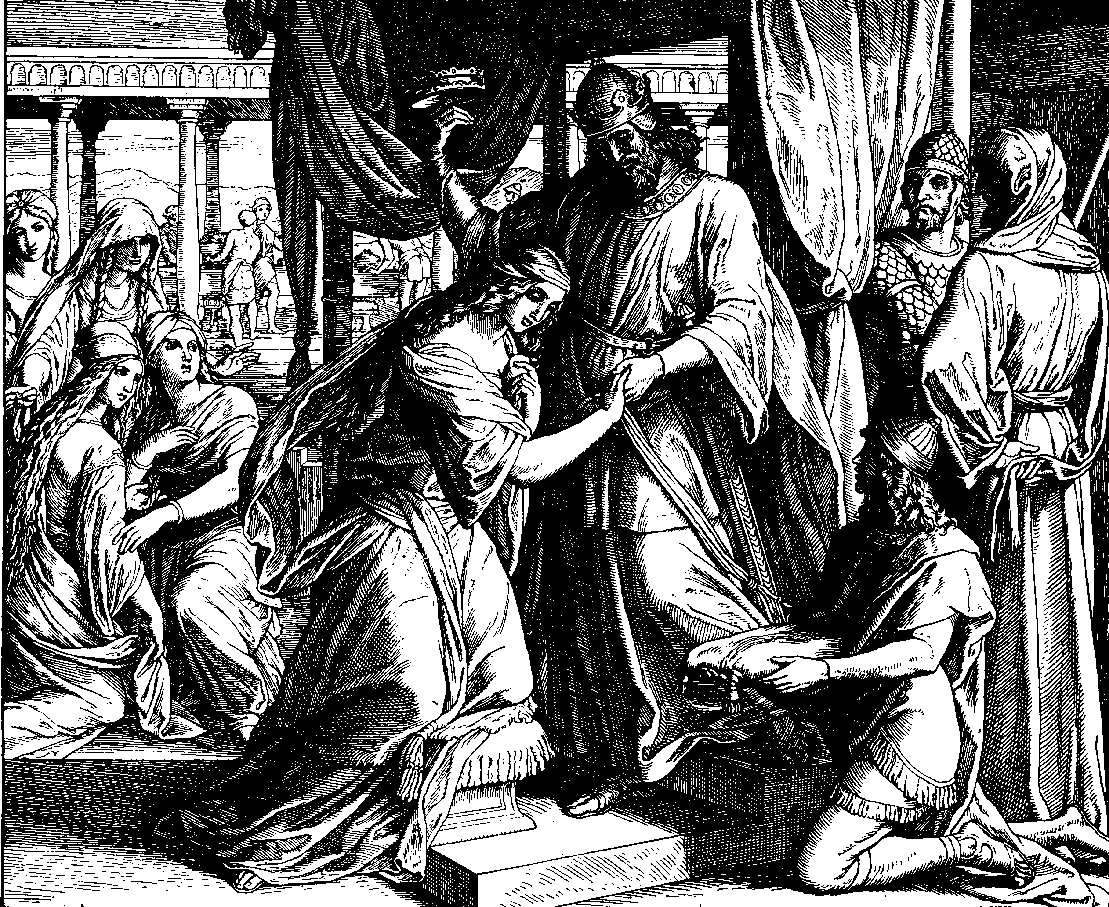
شنور فون كارولسفيلد الكتاب المقدس في صور

التزاوج الفوقي (بالإنجليزية: Hypergamy) (يشار إليه أيضا بالعامية: "marrying up" ) هو مصطلح يستخدم في العلوم الاجتماعية لفعل أو ممارسة شخص يتزوج زوجًا من طبقة أعلى أو حالة اجتماعية أعلى منه.
يشير مصطلح "hypogamy"  إلى العكس، أي الزواج من شخص من طبقة أو مكانة اجتماعية أدنى (بالعامية: marrying down). تمت صياغة كِلا المصطلحين في شبه القارة الهندية في القرن التاسع عشر أثناء ترجمة كتب القانون الهندوسية الكلاسيكية، والتي استخدمت المصطلحين السنسكريتيين (anuloma) و (pratiloma) على التوالي للمفهومين.

## الهند
في المناطق الريفية في الهند، يعتبر التزاوج الفوقي فرصة للعصرنة. الزيجات في المناطق الريفية في الهند هي أمثلة متزايدة على زيادة التزاوج الفوقي. يريد المزارعون والعمال الريفيون الآخرون لبناتهم الوصول إلى الحياة في المدينة، لأنه من خلال الاتصالات الحضرية، تأتي فرص عمل أفضل، والدوائر الاجتماعية للطبقة العليا، وفرص سكنية أفضل، وإمكانية الوصول إلى مختلف المرافق (الإنترنت، والكهرباء، والمياه الصالحة للشرب، والتدفئة / التبريد). يخلق الاتصال في منطقة حضرية أفقًا اجتماعيًا أوسع لعائلة العروس، ويمكن إرسال الأطفال الصغار في الأسرة للعيش مع الزوجين في المدينة من أجل تعليم أفضل. ومع ذلك، فإن التزاوج الفوقي يأتي بتكلفة، حيث غالبا ما يُكلف جهاز العروس نفس تكلفة المنزل بأكمله أو أكثر. وقد أدى الثمن الباهظ الذي يجب أن يتحمله الآباء لترتيب زواج مناسب لابنتهم إلى زيادة معدلات إجهاض الأجنة الإناث.

## بقية العالم
وجدت دراسة أجرتها جامعة ميسوري في عام 2003 أن الإناث تفضلن عمومًا الذكور المسيطرين كأزواج. تدعم الأبحاث التي أجريت في جميع أنحاء العالم بقوة الموقف القائل بأن المرأة تفضل الزواج من شركاء ناجحين ثقافيًا أو لديهم إمكانات عالية لتحقيق النجاح ثقافيًا. شملت أكثر هذه الدراسات 100.00 شخص في 37 ثقافة عبر ست قارات وخمس جزر. في 29 عينة، كان «الطموح والاجتهاد» للزوج المحتمل أكثر أهمية بالنسبة للنساء منه للرجال. كشف التحليل التلوي للبحوث المنشورة من عام 1965 إلى عام 1986 عن اختلاف نفس الجنس (Feingold ، 1992). عبر الدراسات، صنفت 3 من أصل 4 نساء الوضع الاجتماعي والاقتصادي على أنه أكثر أهمية في شريك الزواج المحتمل من الرجل العادي.
النساء أكثر انتقائية في اختيار شركاء الزواج من الرجال حسب عدة دراسات.

## تفضيلات التزاوج
توصلت دراسات حول خيار الشريك في عشرات البلدان حول العالم إلى أن الرجال والنساء يفيدون بإعطاء الأولوية لصفات مختلفة عندما يتعلق الأمر باختيار الشريك، حيث يميل الرجال إلى تفضيل النساء الشابات والجذابات، وتميل النساء إلى تفضيل الرجل الثري والمتعلم والطموح والجذاب. يعتبر علماء النفس التطوريون أن الأمر هو اختلاف جنساني متأصل ناشئ عن الانتقاء الجنسي، حيث يدفع الرجال للبحث عن نساء يلدن أطفالًا أصحاء، والنساء مدفوعات للبحث عن رجال سيكونون قادرين على توفير الموارد اللازمة لبقاء الأسرة.[بحاجة لمصدر]

## الانتشار
اليوم، يتزوج معظم الناس من نظرائهم الاجتماعيين التقريبيين، وفي بعض أجزاء العالم انخفض معدل التزاوج الفوقي.[بحاجة لمصدر] أصبح تزوج النساء من رجال أكبر سناً أقل شيوعًا. (لا يتطلب التزاوج الفوقي أن يكون الرجل أكبر سنًا، فقط من مكانة أعلى، وعادة ما تشير المساواة الاجتماعية إلى الدوائر الاجتماعية بدلاً من المساواة الاقتصادية).
على الرغم من أنه في ورقة عام 2016 استكشفت الفرق في الدخل بين الأزواج في عامي 1980 و 2012، أشارت الباحثة يو كيان (Yue Qian) إلى أن ميل النساء للزواج من رجال ذوي دخل أعلى منهن لا يزال قائما في العصر الحديث.